# 광주동부소방서
광주동부소방서(光州東部消防署, 영어: Gwangju Dongbu Fire Station)는 광주광역시 동구를 관할하는 광주광역시 소방안전본부 소속의 소방서이다.
소방서장은 소방정으로 보한다.

## 연혁
- 1946년 2월 4일: 광주소방서 개서
- 1985년 12월 10일: 광주서부소방서 분리
- 1990년 3월 21일: 광주동부소방서로 변경
- 1995년 11월 23일: 광주북부소방서 분리
- 2003년 9월 20일: 광주남부소방서 분리

## 조직
| - 소방행정과 - 소방행정팀 - 예산장비팀 | - 현장대응과 - 대응지원팀 - 예방홍보팀 - 구조구급팀 - 현장지휘팀 |

## 관할센터 및 관할구역
광주동부소방서는 3개의 119안전센터와 1개의 구조대를 산하에 두고 있다.
| 명칭                     | 사진 | 주소          | 관할구역                                  | 지역대 |
| ------------------------ | ---- | ------------- | ----------------------------------------- | ------ |
| 대인119안전센터          |      | 제봉로 210    | 충장동, 계림 1·2동, 산수 1동, 서남동 일부 |        |
| 학운119안전센터          |      | 남문로 692    | 학동, 학운동, 지원 1·2동, 서남동 일부     |        |
| 지산119안전센터          |      | 밤실로30길 16 | 산수 2동, 지산 1·2동, 동명동, 서남동 일부 |        |
| 광주동부소방서 119구조대 |      | 제봉로 210    | 광주광역시 동구 일원                      |        |

## 사건사고
- 1996년 12월 1일에 제설작업을 지원하던 소방관 1명이 순직하였다.[4]

## 같이 보기
- 대한민국 소방청
- 대한민국의 소방
- 소방관 계급